# L'Union
L'Union é uma comuna francesa na região administrativa da Occitânia, no departamento do Alto Garona. Estende-se por uma área de 6.77 km², com 11.458 habitantes, segundo os censos de 2018, com uma densidade de 1.700 hab/km².